# Ричи Достян
Ричи Достян е съветска писателка на произведения в жанра детска литература.

## Биография и творчество
Ричи Михайловна Достян е родена на 2 юни 1915 г. във Варшава, Полско кралство. Десетгодишна се премества с родителите си в Тбилиси. Завършва Литературния институт „Максим Горки“. Живее в Ленинград и Москва.
Започва да публикува през 1938 г. В много от творбите ѝ сюжетите ѝ се развиват в Тбилиси. Те са характерни с топъл хумор и сърдечност.
Откъс от повестта ѝ „Два человека“ е включен в училищната програма за 6-и клас в Русия.
Ричи Достян умира през 1993 г. в Москва.

## Произведения
- Два человека (1955) – повест
- Кто идет? (1958)
- Нежданный друг (1959) – повест
- Хочешь – не хочешь (1963) – разказ
- Тревога (1979)
Тревога, изд.: „Отечество“, София (1977), прев. Виолета Манчева
- Кинто (1981) – повест
- Руслан и Кутя – повест
- Черные сухари – повест